# رابرت مارک گلوور
رابرت مارک گلوور (انگلیسی: Robert Mark Glover؛ زادهٔ) بازیکن فوتبال است.